# Robert C. Pitts
Robert C. Pitts, zw. R. C. Pitts (ur. 23 czerwca 1919 w Pontotoc, zm. 29 października 2011 w Baton Rouge) – amerykański koszykarz, mistrz olimpijski z Londynu 1948.
W 1942 ukończył studia. Grał w amatorskiej drużynie Phillips 66ers. Podczas II wojny światowej służył w stopniu porucznika Siłach Powietrznych Armii Stanów Zjednoczonych. Odznaczony został Medalem Lotniczym. Następnie powrócił do Phillips 66ers, dla której grał ponad 20 lat.
Robert C. Pitts znalazł się w amerykańskiej kadrze koszykarskiej na Letnich Igrzyskach Olimpijskich w Londynie w 1948. Na igrzyskach zdobył wraz z zespołem złoty medal.
Po zakończeniu kariery koszykarskiej był wiceprezesem Missouri Pacific Railroad Company. W 1967 założył własną firmę transportową.